# Енергетска електроника
Енергетска електроника је део електронике примењен у електроенергетици. Уређаји енергетске електронике се користе за ефикасну конверзију, контролу и прилагођавање електричне снаге мењањем улазног облика напона у жељени облик напона. Она обухвата разне врсте врсте претварача електричне енергије, као што су:
- исправљач - претварач наизменичног напона у једносмерни напон
- инвертор - претварач једносмерног напона у наизменични
- чопер - претварачи једносмерног напона у једносмерни друге вредности
- регулатор напона и циклоконвертор - претварачи наизменичних напона у наизменичне напоне другачије ефективне вредности, фреквенције и броја фаза.

Исправљачи се користе у електронским уређајима попут телевизора и рачунара којима је потребна једносмерна струја за рад. Инвертори се користе за регулацију брзине рада асинхроних мотора, извори беспрекидног напајања или осветљења у случају нужде. DC/DC претварачи се користе у мобилним уређајима да одржавају напон на сталној вредности, без обзира на стање батерије. Циклоконвертори служе као спона између мрежа које користе фреквенције од 50 или 60 Hz.